# アルジェリア侵略
アルジェリア侵略（アルジェリアしんりゃく）は、1830年から1847年にかけて、オルレアン朝フランス王国がオスマン帝国領のアルジェリアを侵略した事件である。

## 背景

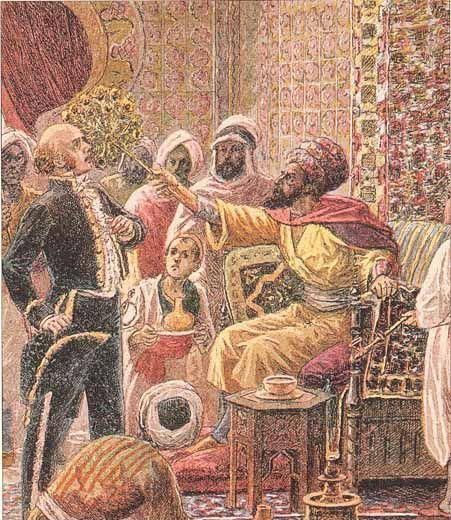
アルジェリア侵略の口実となった扇の一打事件（1827年）。

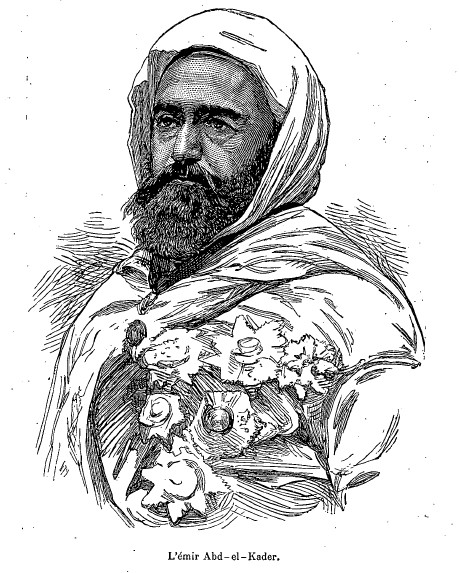
アルジェリア侵略に抵抗したアブデルカーデル

1827年、アルジェの太守フサイン・イブン・パシャが、自分を愚弄した駐フランス領事ピエール・ディヴァルに腹を立て、領事の頬を扇（団扇のようなもの）で叩くという「扇の一打事件」が起きた。フランスはまずこの事件を口実に謝罪を要求するが、アルジェ太守に拒否された。次に海上封鎖を行ったが、これはフランス商人が大損をかぶるだけに終わり、アルジェ側のバーバリ海賊は封鎖をかいくぐって貿易を続行した。それでもあきらめず、大使を派遣して交渉を行おうとしたが、アルジェ太守は海上封鎖の艦隊への砲撃をもって返答。これにより、フランスはアルジェリア侵略を決行した。

## 侵攻
1830年6月14日、フランス国王シャルル10世はフランス軍のアルジェリア上陸を成功させる（en:Invasion of Algiers in 1830）。ブルモン将軍率いる3万7000人のフランス軍はアルジェのカスバでフサイン・イブン・パシャの軍と交戦、これを破った。6月29日に太守邸を守る砦を包囲、7月4日には砦も破り、邸の攻撃を始める。7月5日、フサイン・イブン・パシャは降伏した。
1830年7月29日に七月革命が起こり、シャルル10世は退位する。彼の「業績」は次の政権にも引き継がれ、フランスから移民がアルジェリアに送り込まれるなどされていき、フランス支配の既成事実が作られていった。1834年には、アルジェリアはフランスに併合される。フランスはアルジェリアに軍隊を増派し、占領統治の既成事実をつくり上げ、その一方で地方の有力部族と「協定」締結を強制する。「協定」が結ばれても、「協定」を破棄、軍事力による威嚇をし、フランス側による一方的な「統治宣言」をして占領の既成事実化が図られていった。しかし、この段階では仏軍の占領は沿岸都市に限られ、占領の拡大をするよりもオスマン帝国時代の支配機構をそのまま利用し治安を維持する方針をとろうとしていた。
1832年〜1837年、アブデルカーデルの武装抵抗が始まった。内陸都市ムアスカル（マスカラ）を本拠地とし、西のベイ領をはじめとして中央アルジェリアから一部の沿岸都市をも含む全アルジェリアの3分の2を支配下においた（en:Battle of Macta、en:Siege of Constantine）。1837年、フランスと「タフナ条約」（アラビア語: معاهدة تافنة maahdh tafnah）を結びアブデルカーデルの支配する土地については主権が認められる。1839年には入植地の建設がすすみ、ヨーロッパ系住民2万5000人が入植する。
時間稼ぎの条約を破り仏軍は作戦行動を開始。1839年〜1842年には再び戦闘局面に入り（en:Battle of Mazagran）、アブデルカーデルはその根拠地を失い山岳地、農村を舞台に抵抗を継続。しかし、仏軍司令官ビュジョーの焦土作戦によって追い詰められ、モロッコに逃亡する。しかし、モロッコから絶縁を受け、国内でのゲリラ戦を展開する。1842年に降伏。
1843年、en:Battle of the Smala。1845年、en:Battle of Sidi Brahim。

## 影響

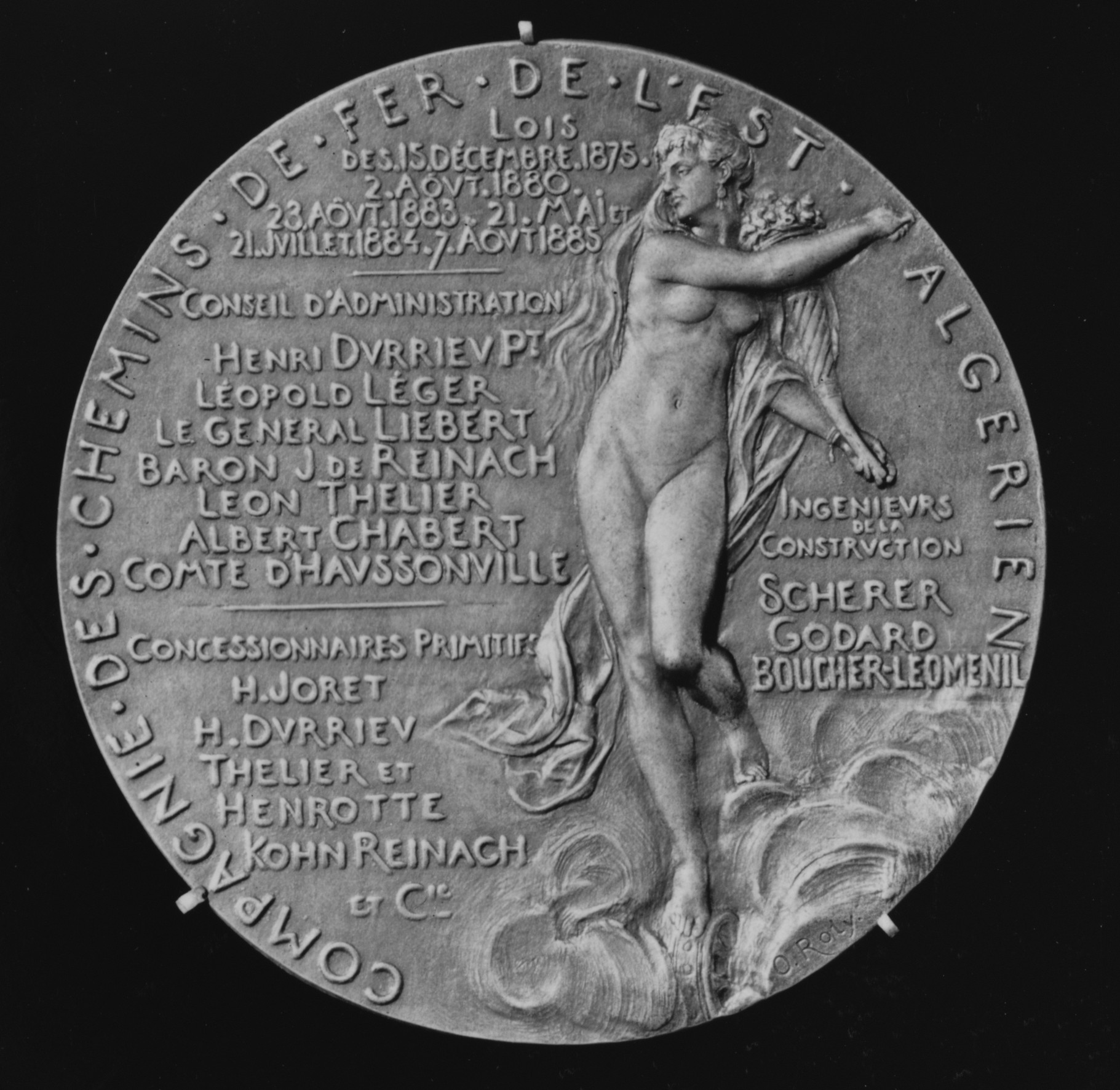
フランス統治下に敷設された東アルジェリア鉄道のアルジェ～コンスタンティーヌ間開通記念メダル。協力者の名前が刻まれている。オスカル・ロティ製作、1886年

フランス領アルジェリア（1830年 - 1962年）が成立し、アルジェリア侵略から132年間、フランスはアルジェリアを支配した。
1848年に、二月革命が起こる。フランス銀行の金融支配体制が確立される。フランス本国の行政単位としての「県」がアルジェリアに設置される。アルジェ・オラン・コンスタンティーヌの三県。フランス国会に議員を送り、県・町・村に地方自治制度が適用されるようになる。しかし、このような地方自治制度は、フランス人が多数居住する地域のみを民政区として地方自治を認めたに過ぎない。
一方、アルジェリア人については在来の政治組織に依拠し、部族の首長や有力者に地方行政である治安と徴税を委ねた。しかし、そのような形態でアルジェリア人自身に完全な自治権・行政権を与えたわけではなく、「アラブ局」の監督下にあった。大地主が現地の穀物生産を支配。後の多国籍企業を育む下地となる。
アルジェリアの独立は1962年となる。